# Фонтичеле (Кјети)
Фонтичеле (итал. Fonticelle) је насеље у Италији у округу Кјети, региону Абруцо.
Према процени из 2011. у насељу је живело 87 становника. Насеље се налази на надморској висини од 1004 м.